# William de Ste Barbe
William de Ste Barbe (auch Sancta Barbara) (* um 1080; † 13. November 1152) war ein anglonormannischer Geistlicher. Ab 1143 war er Bischof von Durham.

## Herkunft und Aufstieg als Geistlicher
Die Herkunft von William de Ste Barbe ist ungeklärt. Er stammte vermutlich aus Saint-Barbe-en-Auge bei Mézidon in der Normandie. In den 1120er Jahren kam er im Gefolge von Erzbischof Thurstan als Beamter und Kanoniker nach York. Um 1135 wurde er Dekan von York Minster.

## Rolle im Streit um die Wahl von Erzbischof Fitzherbert und Aufstieg zum Bischof von Durham
Als Dekan von York war Ste Barbe im Juni 1141 mit dafür verantwortlich, dass William Fitzherbert nach dem Tod von Thurstan zum neuen Erzbischof gewählt wurde. Zahlreiche reformorientierte Prälaten der Kirchenprovinz York lehnten jedoch die Wahl von Fitzherbert ab, da sie auf Druck von König Stephan erfolgt war und weil sie den Kandidaten für ungeeignet hielten. Im März 1143 entschied Papst Innozenz II., dass die Gültigkeit der Wahl davon abhing, dass Ste Barbe schwor, dass der Wahlvorgang dem kanonischen Recht entsprochen hatte.
Der Hintergrund für diesen Konflikt war der englische Thronfolgekrieg, die sogenannte Anarchie zwischen König Stephan und seiner Cousine Matilda. König David I. von Schottland unterstützte Matilda und hatte bereits England nördlich des Tyne besetzt. Bereits 1139 hatte David von Schottland König Stephan gezwungen, seinen Sohn Henry als Earl von Northumbria anzuerkennen. König Stephan versuchte daraufhin, die nordenglischen Diözesen mit seinen Anhängern zu besetzen und so seinen Einfluss zu erhöhen. Als am 6. Mai 1141 Bischof Geoffrey Rufus von Durham starb, versuchten die Schotten, den schottischen Kanzler William Cumin zum neuen Bischöf wählen zu lassen. Cumin besetzte sofort Durham Castle und die Besitzungen der Diözese. Gegen Cumin als Bischof gab es jedoch anhaltenden Widerstand, vor allem von Prior Roger von Durham und von Archidiakon Ranulf, einem Neffen des früheren Bischofs Ranulf Flambard. Diese überzeugten Papst Innozenz II., auf einer freien Bischofswahl zu bestehen und König David zu ermahnen, nicht weiter Cumin zu unterstützen. Die Mönche des Kathedralpriorats von Durham zogen nach York, wo sie am 14. März 1143 William de Ste Barbe zum neuen Bischof wählten. Dieser war bei der Wahl abwesend, denn er nahm an dem vom päpstlichen Legaten Heinrich von Blois einberufenen Konzil in London teil, auf dem Cumin exkommuniziert wurde. Am 20. Juni 1143 wurde Ste Barbe in der Kathedrale von Winchester von Bischof Henry of Blois zum Bischof geweiht, ehe er im August nach Durham zog. Dieses war jedoch noch von Cumin besetzt. Zunächst gewährte ihm Roger de Conyers, der Constable der Diözese in Bishopton nordöstlich von Darlington Zuflucht. Anschließend zog er in die St Giles Church in Durham, doch angesichts Cumins militärischer Überlegenheit zog er sich nach Bishopton und dann in das befestigte Thornley südöstlich von Durham zurück, ehe er letztlich nach Lindisfarne zog. Angesichts dieses Machtkampfs war seine Abwesenheit bei der Weihe von Fitzherbert Ende September 1143 entschuldigt. Erst nachdem Ste Barbe die Unterstützung von Earl Henry und anderer Barone gewonnen hatte, konnte er in Durham einziehen und am 18. Oktober 1144 von Erzbischof Fitzherbert inthronisiert werden. Aufgrund dieser Umstände kam Ste Barbe nicht nach Südengland und leistete vor dem päpstlichen Legaten den von Papst Innozenz II. geforderten Eid über die Rechtmäßigkeit der Wahl Fitzherberts. Dieser wurde daraufhin im Februar 1146 von Papst Eugen III. als Erzbischof suspendiert.

## Bischof von Durham
Ste Barbes Amtszeit war geprägt durch vom Bürgerkrieg bedingte Unruhen. Politisch weitgehend machtlos, war er dabei auf die Duldung durch die Schotten angewiesen, die die Region weiterhin kontrollierten. Als nach der Absetzung von Erzbischof Fitzherbert am 24. Juli 1147 in Richmond ein neuer Erzbischof gewählt werden sollte, stimmte Ste Barbe nicht für den königlichen Kandidaten Hilary, sondern für Henry Murdac, den Führer der reformorientierten Kräfte und Abt von Fountains Abbey. Earl William of York als Anhänger des Königs verwüstete Besitzungen von dessen Gegnern, auch die von Ste Barbe. Deshalb konnte Ste Barbe 1148 nicht am Konzil zu Reims teilnehmen, weshalb er von Papst Eugen III. suspendiert wurde. Erzbischof Murdac erreichte jedoch, dass die Suspendierung aufgehoben wurde.
Ste Barbe unterstützte die reformorientierten Zisterzienser von Newminster und die Augustiner von Guisborough Priory, was zum Konflikt mit seinem eigenen Kathedralpriorat führte. Dennoch galt Ste Barbe als milder, gebildeter und weiser Bischof, der unter anderem einen Konflikt zwischen seinem Prior und dem Archidiakon von Durham über deren Vorrang beilegen konnte. Aus seiner Amtszeit sind 17 Urkunden erhalten. Er wurde im Kapitelhaus der Kathedrale von Durham beigesetzt, das später zerstört wurde.